# Machaeropteris dryinarma
Machaeropteris dryinarma är en fjärilsart som beskrevs av Edward Meyrick 1916. Machaeropteris dryinarma ingår i släktet Machaeropteris och familjen äkta malar. Inga underarter finns listade i Catalogue of Life.